# اوتو پوگلر

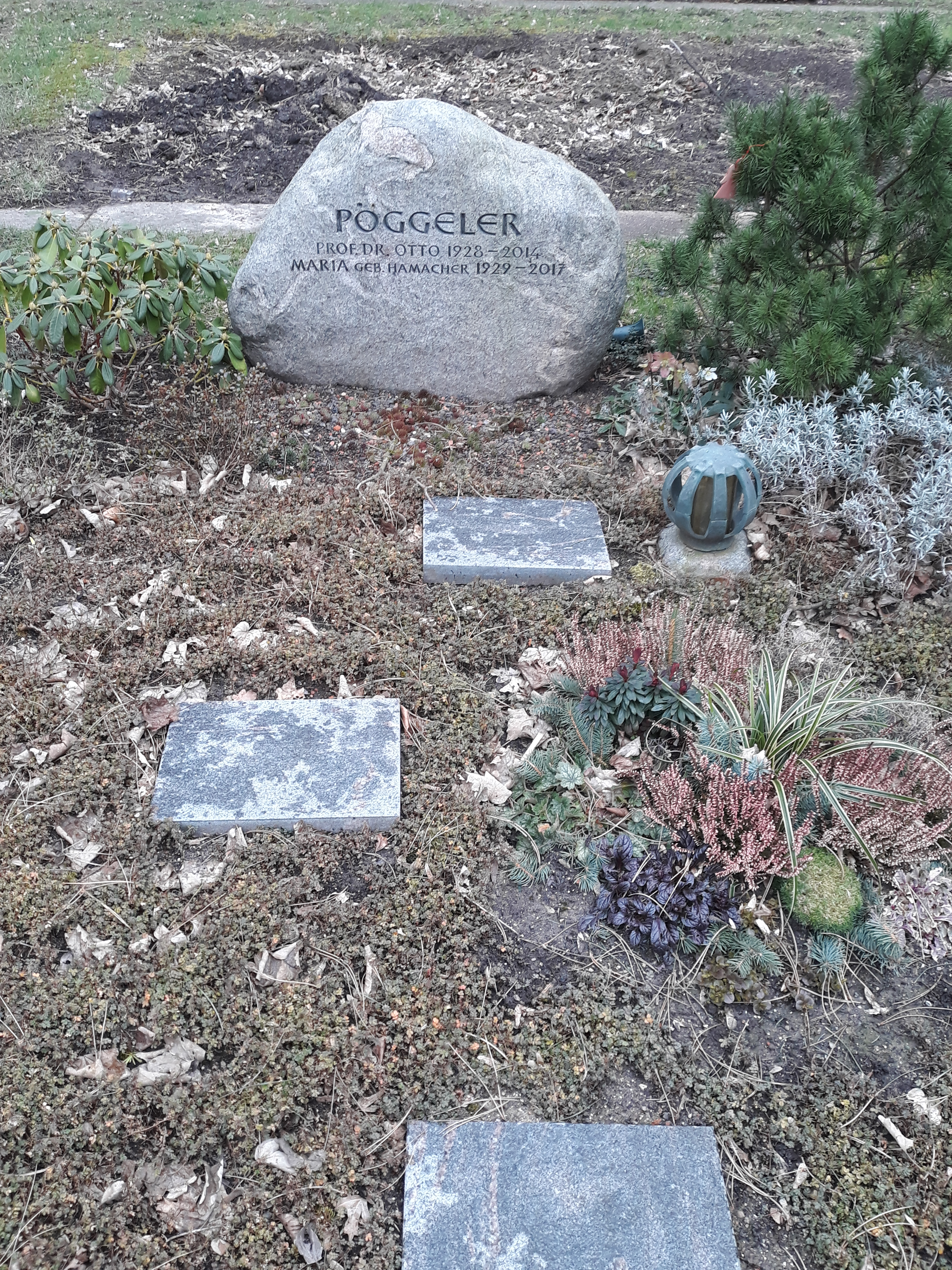
نگارهٔ سنگ‌مزار اتو پوگلر در بوخوم آلمان - ۲۰۲۰

اتو پوگلر (متولد ۱۲ دسامبر ۱۹۶۸ در آتندورم) فیلسوف اهل آلمان بود. او به عنوان یکی از مهم‌ترین شارحان هگل و هایدگر آثار متعددی تألیف نموده که به سایر زبان‌ها نیز ترجمه شده است.